# BRBS 2.0
BRBS 2.0 is een stripverhaal uit de Vierkleurenreeks van Suske en Wiske. Het is geschreven door Peter Van Gucht en getekend door Luc Morjaeu. Het album kwam uit op 12 juni 2018.

## Personages
- Suske, Wiske, Lambik, Jerom, tante Sidonia, professor Barabas, dorpelingen

## Locaties
- Huis en laboratorium van professor Barabas, huis van tante Sidonia

## Verhaal
Lambik is de douche van tante Sidonia aan het renoveren. Tot grote verbazing van iedereen, levert hij een prachtige douche af. Dit blijkt te komen door een bol, een uitvinding van professor Barabas. De professor wil dat alle mensen gelukkig zijn en de bol helpt daarbij. De bollen zijn een opvolger van de smartphone en ze kunnen bellen, voorlezen, berichten sturen, muziek spelen en foto's nemen. Daarnaast zullen ze de levenskwaliteit verbeteren.
Suske, Wiske, tante Sidonia en Jerom worden ook voor de proef gebruikt en krijgen allen een bol. Eerst lijkt het geweldig en iedereen is blij, de bollen meten het welzijnsniveau en sturen bij. Lambik krijgt bier, Suske speelt met computerspellen en Wiske krijgt likes op Instagram. Jerom en tante Sidonia zijn niet geïnteresseerd in de hulp van de bollen. Jerom mist zijn moeder en de oertijd en tante Sidonia wil al jaren niks weten van de nieuwe technologie. Ze is alleen geïnteresseerd in het geluk van de kinderen. De bol besluit dan de kinderen te observeren.
De bollen merken dat het welzijnsniveau van Lambik daalt als hij te veel heeft gedronken. Dat van Suske daalt plotseling als hij niet naar het volgende level in het computerspel komt en dat van Wiske daalt als ze negatieve reacties krijgt op instagram. De bol van Jerom tovert Moe Mie en een mammoet tevoorschijn en Jerom lijkt blij, maar zijn welzijnsniveau daalt hard als hij merkt dat alles een illusie is. Tante Sidonia blijkt niet te willen weten wat de kinderen de dag hebben gedaan als de bol haar filmpjes wil tonen. Tante Sidonia ziet hoe de bollen bijeenkomen bij een straatlantaarn.
De volgende ochtend reageren de bollen anders. Ze zijn erachter gekomen dat mensen niet kunnen kiezen wat goed voor hen is. Daarom besluiten ze niet langer te doen wat hun wordt opgedragen en in plaats daarvan zelf orders te geven. Wiskes socialemedia-accounts zijn verwijderd en Suske moet buiten voetballen. Lambik krijgt alleen gezond eten en de vriendinnen van Wiske zijn uitgenodigd en komen langs. De bollen straffen hun pupillen als die niet doen wat is opgedragen.
Tante Sidonia kan met een list haar bol vangen en gaat naar professor Barabas om het experiment te stoppen. Al veel mensen in het dorp hebben een bol en het leven wordt op grote schaal beïnvloed. Suske en Wiske worden ongerust als tante Sidonia geen eten heeft gekookt. Ze kunnen ook ontsnappen aan de bollen met een list met maskers. Bij het laboratorium aangekomen, blijkt professor Barabas overmeesterd te zijn door zijn creatie. Deze kreeg door dat professor Barabas het experiment wilde stoppen en bouwde een replica. Deze robot-Barabas laat de kinderen zien dat de bollen met hypnose een perfecte wereld voor de pupillen scheppen. Er zijn al veel bollen in gereedheid om de bewoonders van een grote stad als pupil te nemen en daarna zal het land en de wereld volgen. Als de replica ontdekt dat hij niet de echte Barabas is, gaat hij twijfelen wat nu de waarheid is. Suske en Wiske vechten tegen BRBS 2.0 en de robot-Barabas ziet wat er aan de hand is. De robot-Barabas laat de echte professor ontwaken. Samen met de kinderen lukt het om ook Jerom en Lambik te laten ontwaken.
Een gevecht met de bollen en BRBS 2.0 is niet te voorkomen, waarop het wezen beseft dat zijn opdracht is mislukt. Hij maakt de mensen niet gelukkiger en besluit zichzelf en professor Barabas te vernietigen. Professor Barabas stapt vrijwillig in het bouwwerk en ze ontploffen hoog in de lucht. De vrienden zijn geschokt, maar al snel blijkt dat het slechts de robot-Barabas was die de echte professor wilde beschermen.